# Ramez Naam

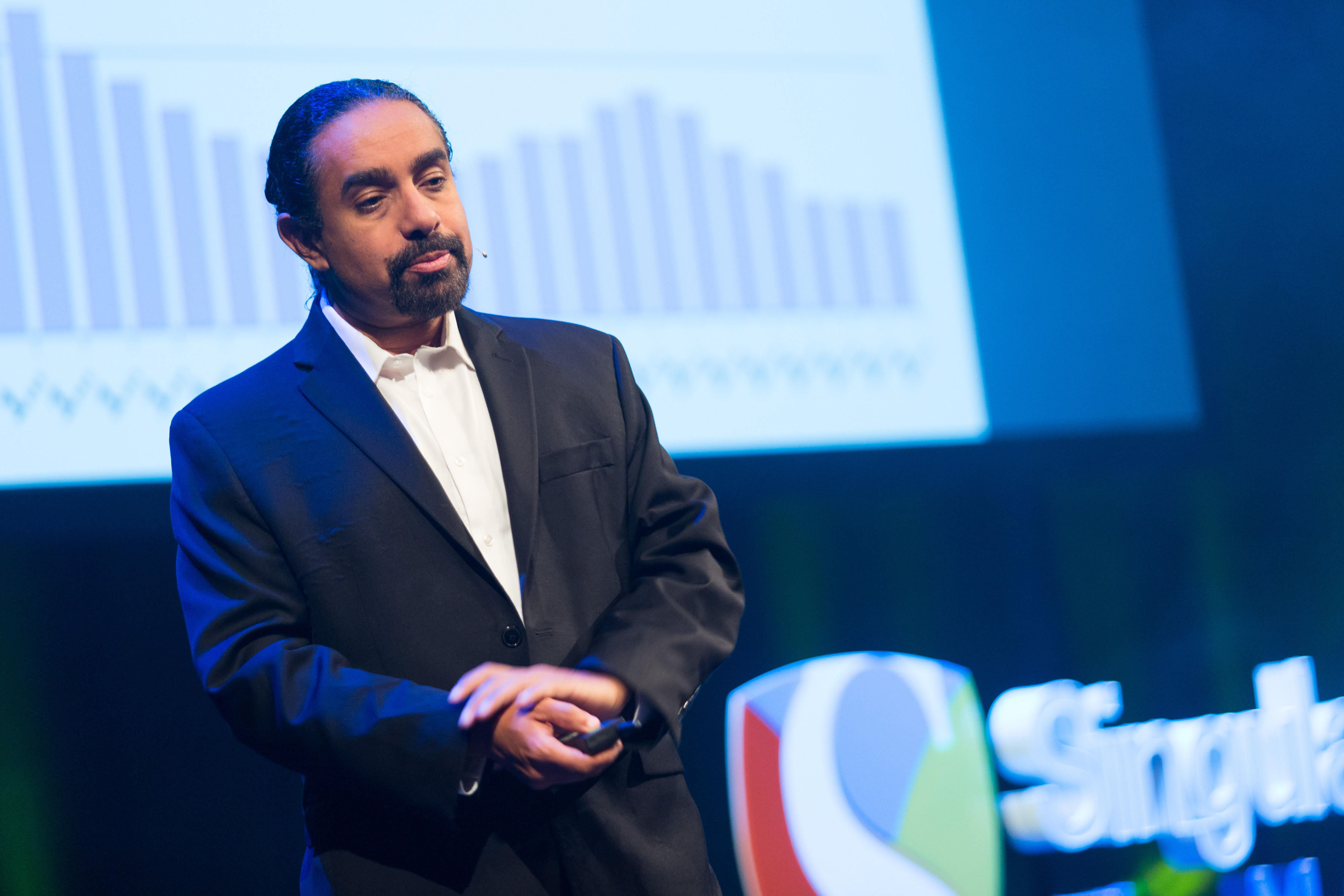
Ramez Naam, 2016

Ramez Naam (* Kairo) ist ein Computerspezialist, Futurist und Science-Fiction-Autor. Er war maßgeblich bei der Entwicklung des Microsoft Internet Explorers und Outlook beteiligt. In seiner letzten Funktion bei Microsoft war er als Partner Group Program Manager für Live Search tätig.

## Leben und Tätigkeiten
Ramez Naam wurde in Kairo, Ägypten geboren. Er kam im Alter von drei Jahren in die USA.
Er war der CEO von Apex Nanotechnologies, einem Unternehmen, das sich mit der Entwicklung von Software im Bereich der Nanotechnologie-Forschung beschäftigt, bevor er zu Microsoft zurückkehrte.
Naam ist Mitglied des Beirats der Acceleration Studies Foundation, er ist Mitglied der World Future Society, Senior Associate des Foresight Institute und ein Fellow des Institute for Ethics and Emerging Technologies.
Er ist der Autor von More Than Human: Embracing the promise of biological enhancement, wo er für umfassende technische Erweiterungen des Menschen plädiert.
Naam erhielt 2005 den HG Wells Award von der  World Transhumanist Association für Beiträge zum Transhumanismus.
Naam begann mit der Veröffentlichung von Science-Fiction im Jahr 2012 mit dem Roman Nexus. Er handelt von einer Nano-Droge mit diesem Namen, die eine Erweiterung von Hirnfunktionen bis hin zum Verbinden von Bewusstseinen, aber auch deren Manipulation ermöglicht, ebenso wird durch Nanotechnologie der Upload von Bewusstseinen auf computerbasierte Hardware möglich. Für Nexus erhielt Naam 2014 den Prometheus Award. Nexus ist der erste Teil einer Trilogie mit den Fortsetzungen Crux (2013) und Apex (2015); für Apex erhielt Naam den Philip K. Dick Award für 2015.
Naam besitzt 19 Patente in den Bereichen E-Mail, Web-Browsing, Web-Suche und künstliche Intelligenz.
Im Jahr 2014 war er für den John W. Campbell Best New Writer Award nominiert.

## Bibliographie
Sachbücher
- More than human. Embracing the promise of biological enhancement. Broadway Books, New York 2005, ISBN 0-7679-1843-6.
- The infinite resource. The power of ideas on a finite planet. University Press of New England, Hanover [N.H.] 2013, ISBN 978-1-61168-255-7.

Science Fiction: Nexus-Trilogie
- Nexus. In: Nexus. Band 1. Heyne, München 2014, ISBN 978-3-641-13138-8, urn:nbn:de:101:1-201407209575 (Original erschienen im Jahr 2013, übersetzt von Bernhard Kempen).
- Crux. In: Nexus. Band 2. Heyne, München 2015, ISBN 978-3-453-31683-6 (Original erschienen im Jahr 2013, übersetzt von Bernhard Kempen).
- Apex. In: Nexus. Band 3. Luzifer Verlag, 2018, ISBN 978-3-95835-297-1.

Alle Bücher der Nexus-Trilogie sind als ungekürztes Hörbuch beim Ronin Hörverlag, gelesen von Uve Teschner, erschienen.